# Sant Esteve de Caulès

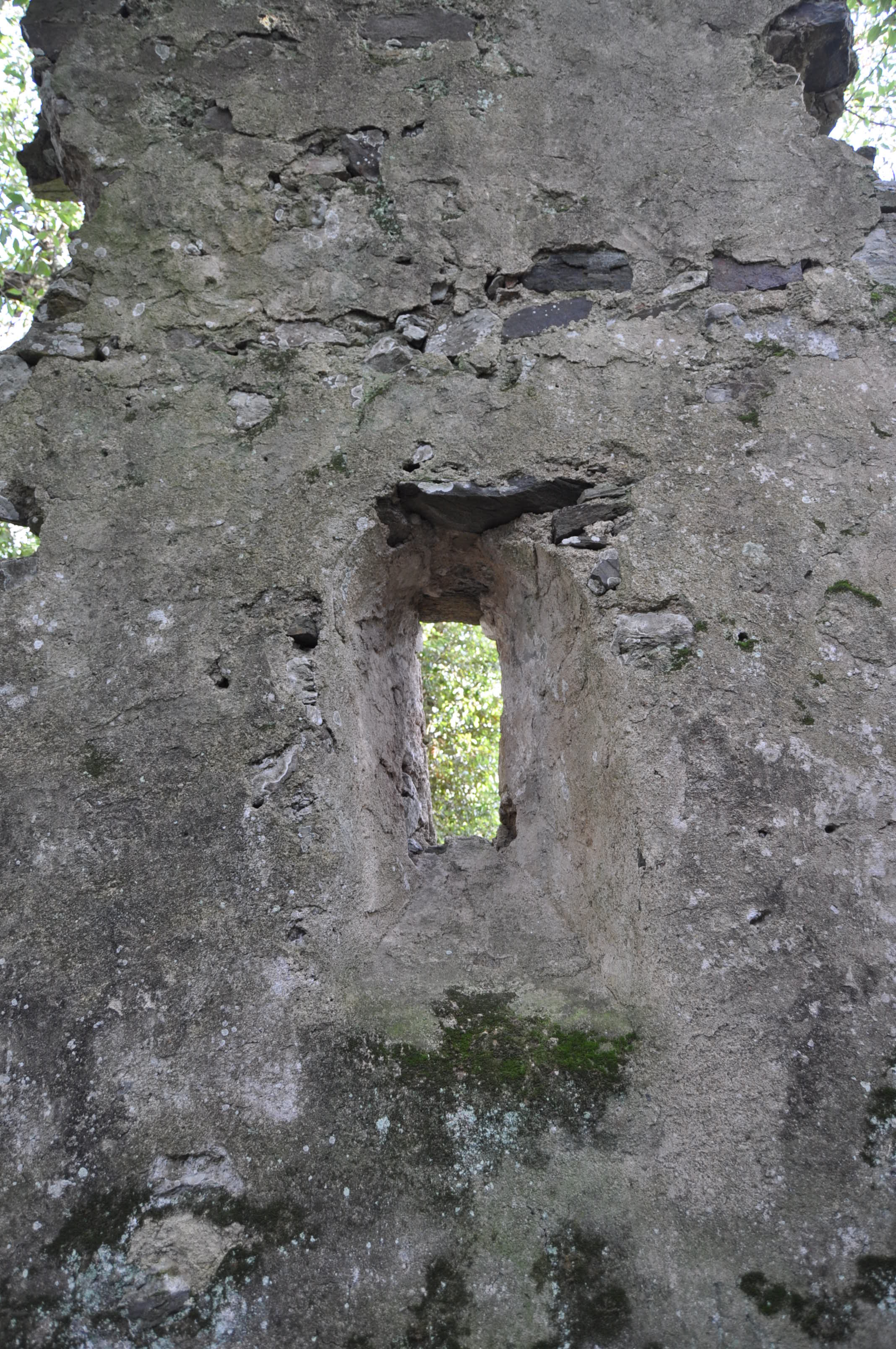
Finestra de Sant Esteve de Caulès

Sant Esteve de Caulès o Caulès Vell és un jaciment arqueològic d'una ermita preromànica i a Caldes de Malavella, (la Selva), declarada Bé cultural d'interès local.
Dona nom al proper poble de Caulès, al massís de Cadiretes. Envaïda per la vegetació i en perill d'enrunament és al costat dels vestigis del que fou un poblat anterior al segle x i que es va mantenir actiu fins al xiv. Al mateix costat de l'església hi ha una necròpoli, amb dues sepultures antropomorfes ben visibles. El conjunt medieval fou el primer poblat medieval català excavat científicament. L'excavació la va fer un equip de la Universitat de Barcelona els anys 1971-72.
De l'església, construïda cap a la fi del segle ix aprofitant materials d'una antiga torre romana. Consta d'una petita nau rectangular a la qual li fou afegit posteriorment un absis quadrat. Construïda amb pedres de llicorella gairebé sense treballar unides amb una argamassa. La coberta de la nau (esfondrada) era de fusta mentre que la de l'absis era una volta de canó. Entre la nau i l'absis hi ha un arc triomfal encara ben conservat.

## Descripció

### Església
Les restes de l'església estan en un extrem d'un petit poblat altmedieval construït al cim d'un turó, on sembla que podria haver hagut algun precedent de l'antiguitat tardana (segles IV-V dC), potser una fortificació. El jaciment fou excavat els anys 1971 i 1972 per un equip del departament d'Història Medieval de la Universitat de Barcelona, sota la direcció de Manuel Riu i Riu.
L'església està situada a l'extrem nord del poblat. Fou construïda a finals del segle IX aprofitant alguns materials romans, com ara tegulae i imbrices. Consta d'una nau rectangular amb porta al mur de migjorn, amb dos graons per baixar des del cementiri. En un segon moment hi fou adossat un absis o presbiteri a llevant, de planta quasi quadrada, una mica descentrat vers tramuntana, i amb dues finestretes rebaixades als murs de llevant i migjorn, d'una sola esqueixada. La nau fou coberta amb un embigat de fusta a dues aigües. L'absis, inicialment també cobert amb fusta, fou recobert al segle X per una volta de canó seguit molt pesada. Un arc triomfal de mig punt, de quasi dos metres de diàmetre, uneix la nau amb l'absis. Les parets de l'absis mostren restes de dos arrebossats i els paviments foren fets d'opus testaceum, aprofitant el trencadís de materials romans, amb un gruix de 20 cm i un enllosat al damunt.

### Necròpolis
Al voltant de l'església hi ha restes de la necròpolis de l'església. Les sepultures corresponen a tres tipus diferents. Les més antigues són les sepultures de fossa de forma antropomorfo-trapezoïdal, que deuen correspondre majoritàriament al segle x. També hi ha sepultures de caixes de lloses i cistes trapezoidals i antropomorfes, amb coberta de lloses horitzontals. Finalment hi ha sepultures de cistes no antropomorfes, amb murs formats sempre per pedres verticals, sense cap arrebossat interior, les més superficials que deuen correspondre al segle xii. Aquesta és la classificació que va fer Riu i Riu. El sector ocupat pel cementiri fou reutilitzat, des del segle xii, per bastir-hi cases entre les quals les trobaria a mateixa casa rectoral, que fou abandonada al darrer terç del segle xiv i era molt rica en vestigis ceràmics. Sembla que des del segle xiii el cementiri fou traslladat al sector de tramuntana.

### Poble
El poblat s'estén a migjorn del temple i està format per un sol carrer empedrat, amb cases a les dues bandes, fet que li proporciona una planta allargassada i rectangular. Hi hagué almenys nou cases i un carrer amb angle recte, a més de l'esmentat temple. El carrer comença a l'únic portal d'entrada, situat a la meitat del sector oriental, anava vers el centre i tancava a tramuntana, per acabar davant la porta de l'església. Els murs posteriors de les cases, que donaven a l'exterior, eren més gruixuts que la resta i feien de muralla. De la major part dels murs de les construccions sols en resten les filades inferiors.
A l'extrem de migjorn del poble hi havia dues torres de defensa i vigilància, la primera, de planta gairebé quadrada, amb els angles reforçat per contraforts exteriors i amb els angles orientats cap als quatre punts cardinals, es pot datar entorn el segle x. La segona torre, amb els murs orientats també als quatre punts cardinals, amb reforços exteriors als murs de llevant i ponent, era una mica més robusta i de planta rectangular, i no degué ser gaire posterior a la primera. Actualment no queda cap vestigi visible de cap de les dues torres.

## Història

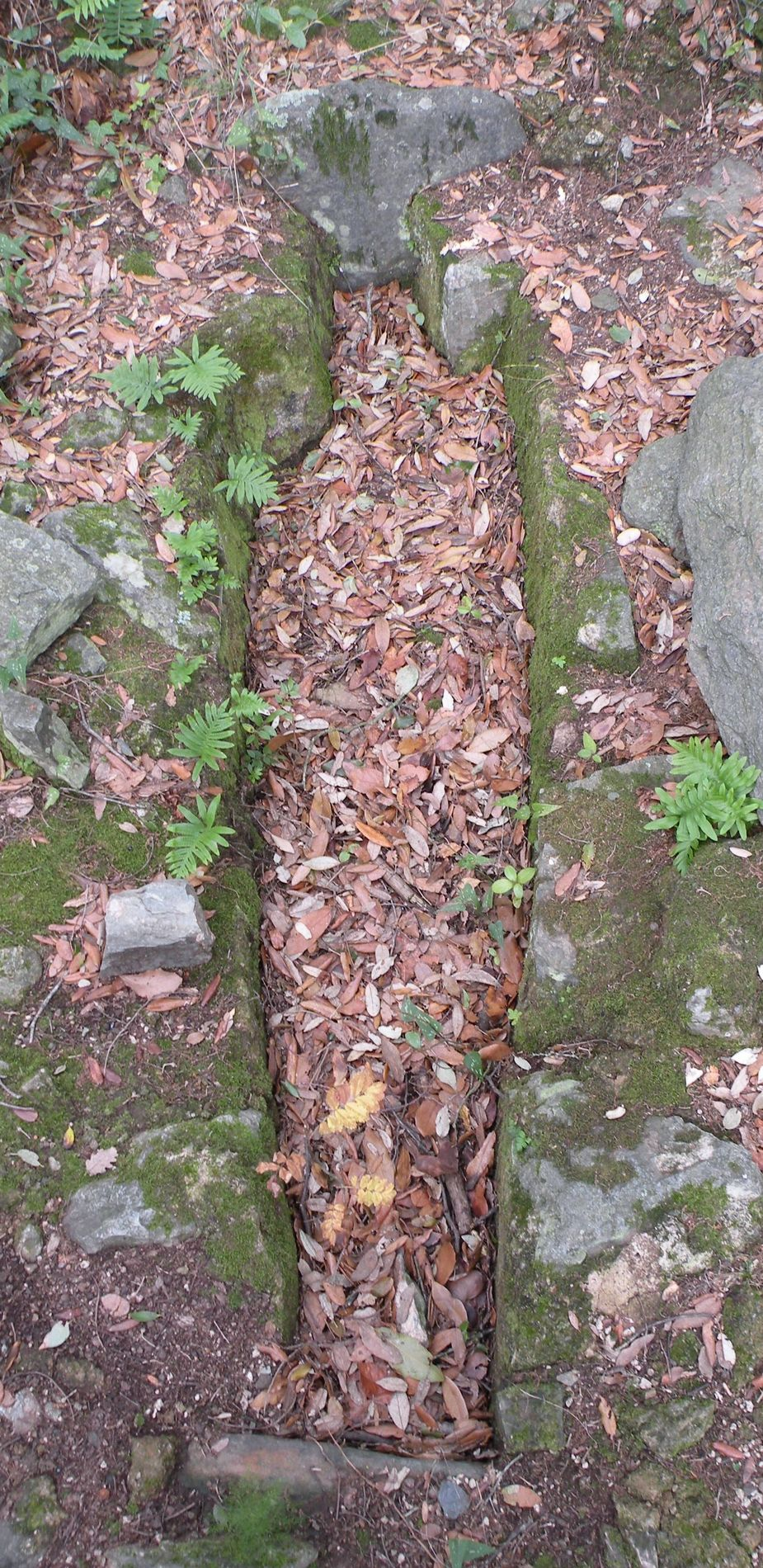
Tomba antropomorfa de Caulès Vell.

### Antiguitat
El primer assentament a la zona data del Neolític antic epicardial, a l'any 5.000 aC., al Pi de la Lliura de Vidreres. Era una petita aldea agrícola amb aiguamolls i llacs. Al mateix indret hi va haver una altra ocupació al final de l'edat de bronze, del 1010 al 750 aC, en aquest cas s'han trobat restes d'una necròpolis d'incineració amb 77 tombes, que es pot vincular a la civilització dels Camps d'Urnes.
De l'antiguitat tardana s'han trobat nous assentaments, el més important dels quals situat on actualment hi han les restes de Sant Esteve. D'aquests edificis, destruïts amb l'edificació medieval, se'n conserva un mur i un paviment de morter a 50 cm de la paret sud de l'església. També s'han trobat restes de la seva cultura material formada per tegulae, imbrices, vores de dolia, ceràmiques i atuells fets a mà. Hi ha una torre quadrangular amb contraforts angulars a l'extrem oposat de l'església del poble que alguns arqueòlegs apunten que podria ser d'aquesta etapa, però manquen més estudis.

### Edat mitjana
Cal portar la fundació del poblat al voltant del 800, a l'època de la repoblació carolíngia, tot i que la documentació més antiga data del segle x, essent abandonat al llarg del segle XIV. En concret, el temple apareix mencionat per primera vegada el 919 dC, quan Emo va vendre la meitat de la vall de Llagostera a la comtessa Garsenda.
Entre els segles xi i xii es van construir quatre cases a migdia de l'església, rodejats per una muralla simple. Dos són bastant similars. Hi ha un vestíbul, llars de foc i forns de pa. L'historiador Turon ha apuntat que Caulès podria haver sorgit, entre els segles xi i xii, com una sagrera en el context de la institució de la Pau i Treva de Déu. És a dir, com un espai sagrat que rodejava l'entorn de l'església on els pagesos de masos de l'entorn emmagatzemaven les collites per protegir-les.
Cal tenir en compte que hi havia diversos masos fora del nucli, que s'esmenten en els documents antics. Hi havia cultius de vinya i olivera. Pel que fa als cereals, es cultivava forment, ordi, llegums, melca i mill, tot i que el 1322 va haver de comprar més blat del que va vendre. Collien glans per alimentar els porcs, feien carbó i fustes de bruc, arboç, suro i alzina. Tenien ametllers i avellaners. La ramaderia era ovicaprina i porcina. Els principals mercats propers eren els de Caldes de Malavella i Girona, i els ports de Tossa i Lloret de Mar. De Girona n'obtenien préstecs per afrontar les despeses diàries.
No es coneixen amb seguretat els motius de la fi del poble, però està documentat que Ramon Peisoler, que era rector de Caulès, el 1377 va anar a viure a Lloret de Mar per la pobresa que patia. Segons un altre escrit Simó de Cabanyes diu que és l'únic parroquià d'una parròquia on abans hi havia 22 focs. Tot apunta que a la segona meitat del segle xiv Caulès entrà en decadència, fins que el 1448 el bisbe de Girona ho certifica unint la parròquia de Caulès amb la Vidreres.